# Semplice da Verona
Fra Semplice da Verona (Verona, 1589 – Roma, 11 dicembre 1654) è stato un pittore e religioso italiano.

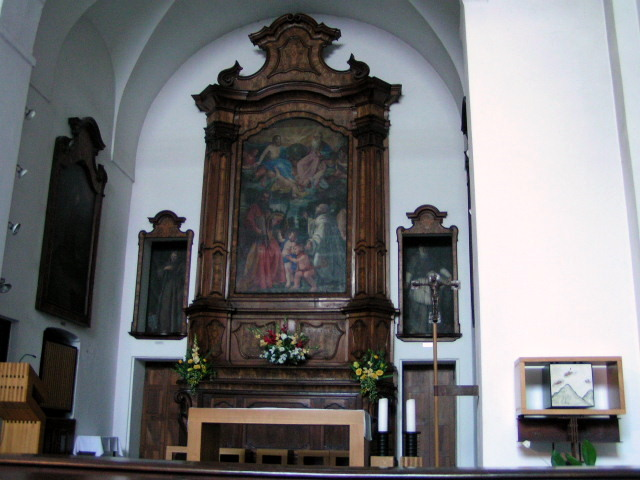
Semplice da Verona, pala dell'altare maggiore della Chiesa della Santissima Trinità (Lugano)

Venne considerato spesso come un imitatore di Paolo Veronese e del Correggio, anche se seppe realizzare lavori di ottima fattura.

## Biografia
Entrò ben presto in contatto con Felice Brusasorzi e la cerchia tardo-manieristica presenta a Verona, tra cui val la pena ricordare Pasquale Ottino, Alessandro Turchi e Marcantonio Bassetti.
Nel 1613 fra Semplice entrò a far parte dell'ordine dei Cappuccini; per questo motivo si occupò in prima battuta di alcune chiese e conventi appartenenti al suo ordine, sparsi in varie aree italiane e venendo in contatto con diverse tendenze culturali e tecniche pittoriche. Attirò in questo modo l'attenzione delle corti dei Duchi di Parma e Mantova.
In seguito si occupò anche della decorazione di altri luoghi di culto. Si ricordano, in particolare, le tele presenti nella parrocchiale di Marmirolo e quelle dipinte per il convento dei Cappuccini di Parma (La Sacra Famiglia e L'Annunziata). Di grande pregio anche il Cristo in Emmaus, sempre realizzato per conto del suo ordine e oggi a Roma.
Nel 1646 fu presente a Roma e in Sicilia, alcune sue opere di questo viaggio in Sicilia sono nel Convento dei Cappuccini a Caltagirone, ma tali viaggi non influirono molto sulla sua personalità, anzi le ultime opere furono alquanto ripetitive: tra le opere della sua ultima fase va ricordata la Santissima Trinità con i santi Bartolomeo e Bernardo da Chiaravalle, lavoro del 1659 conservato nella chiesa dei Cappuccini a Lugano.
Recentemente gli è stata attribuita la Vestizione di santa Chiara, precedentemente attribuita ad Annibale Carracci e conservata nel Museo di Grenoble.

## Esposizioni
Nel 2005, ben tre oli su tela di Fra Semplice vennero esposti nel corso dell'importante mostra La Celeste Galleria, che si tenne a Palazzo Te a Mantova. Si tratta di: Madonna col Bambino e San Francesco, Parabola dell'invitato indegno e Pietà con S. Francesco e un Angelo.